# Kotiużynci
Kotiużynci (ukr. Котюжинці) – wieś na Ukrainie, w obwodzie winnickim, w rejonie chmielnickim, w hromadzie Kalinówka. W 2001 liczyła 675 mieszkańców, spośród których 660 wskazało jako ojczysty język ukraiński, 14 rosyjski, a 1 białoruski